# Meritxell Palmitjavila Naudí
Meritxell Palmitjavila Naudí (* 20. Dezember 1964) ist eine Politikerin in Andorra. Sie ist stellvertretende Síndic General d’Andorra (Sprecherin des Parlaments) seit dem 3. Mai 2019.

## Leben
Palmitjavila Naudí war Lehrerin im verschiedenen Schulen von Andorra zwischen 1985 und 2015. Zwischen 2009 und 2010 war sie Direktorin des Department of Support to Education and Educational Inspection am Erziehungsministerium.
Palmitjavila ist Mitglied des Consell General de les Valls seit den Wahlen 2015.
In den Wahlen 2019 war sie Kandidatin der Demòcrates per Andorra in der Parròquia Canillo.
Als langjähriges Mitglied des Consell General, diente sie als Vorsitzende in den Sitzungen des neuen Parlaments am 2. Mai 2019, wo sie zur stellvertretenden General Syndic gewählt wurde.